# Estadi de Fort Carré
L'Estadi de Fort Carré (o Stade du Fort Carré) és un estadi de futbol i atletisme de la ciutat d'Antíbol, França.
Té capacitat per a 7.000 espectadors. És la seu del club FC Antibes. Fou la seu d'un dels partits de la Copa del Món de futbol de 1938.